# Sylvisorex
Sylvisorex is een geslacht van zoogdieren uit de  familie van de spitsmuizen (Soricidae). De wetenschappelijke naam van het geslacht werd in 1904 gepubliceerd door Oldfield Thomas.

## Soorten
Er worden 15 soorten in dit geslacht geplaatst:
- Sylvisorex akaibei I. Mukinzi, Hutterer, & Barrière, 2009
- Sylvisorex camerunensis Heim de Balsac, 1968
- Sylvisorex corbeti Hutterer & Montermann, 2009
- Sylvisorex granti O. Thomas, 1907
- Sylvisorex howelli P. D. Jenkins, 1984
- Sylvisorex isabellae Heim de Balsac, 1968
- Sylvisorex johnstoni (Dobson, 1888)
- Sylvisorex konganensis J. C. Ray & Hutterer, 1996
- Sylvisorex lunaris O. Thomas, 1906
- Sylvisorex morio (J. E. Gray, 1862)
- Sylvisorex ollula O. Thomas, 1913
- Sylvisorex oriundus Hollister, 1916
- Sylvisorex pluvialis Hutterer & Schlitter, 1996
- Sylvisorex silvanorum Hutterer, Riegert, & Sedláček, 2009
- Sylvisorex vulcanorum Hutterer & W. N. Verheyen, 1985